# Crowbar (Album)
Crowbar ist das zweite Studioalbum der US-amerikanischen Doom-Metal- und Sludge-Band Crowbar. Es erschien 1993 bei Pavement Music.

## Stil
Frank Albrecht vom Magazin Rock Hard schrieb, auf dem zweiten Studioalbum verfeinere die Band ihren Stil, so dominieren „immer noch superslowe, tonnenschwere Riffs das Geschehen, aber nicht die komplette CD ist in diesem trägen Beat gehalten.“ Es gebe „überraschende Melodiebögen“ wie beim Led-Zeppelin-Cover No Quarter oder dem Song Fixation, auch einige schnellere Songs oder Passagen sind zu hören.

## Entstehung
Das Album wurde mit Phil Anselmo in den HT Recording Studios, Chalmette, Louisiana eingespielt und in The Rockett Plant, Burbank, Kalifornien, abgemischt. Es war Anselmos erste Arbeit als Musikproduzent. Zugleich ist erstmals Matt Thomas an der Leadgitarre zu hören.
1994 erschien eine Doppelveröffentlichung gemeinsam mit der EP Live+1.

## Rezeption
Rock-Hard-Redakteur Frank Albrecht vergab 8,5 von zehn Punkten. Die zunehmende „Flexibilität“ der Band sorge dafür, dass auch Leute, „die ansonsten einen großen Bogen um Doom-Formationen machen, dieser Scheibe etwas Positives abgewinnen dürften. Im Prinzip ist Crowbar eine Scheibe für alle, die gegenüber wuchtigen Klängen, so heavy wie Meister-Wrestler Yokozuna, aufgeschlossen sind.“ Vincent Jeffries von Allmusic schrieb: „It’s hard to pick any superior songs from the track list, as each is nearly identical in its dirge-riff absolutism and lyrical negativity. They’re all completely uncompromising and catchy in a slowed-down Black Sabbath-meets-Melvins-meets-Pantera kind of way. Crowbar isn’t for everybody, but fans of the band or listeners fond of anything that values heaviness above all else will enjoy this solid offering.“ Die Bewertung lag bei vier von fünf Sternen, hinzu kam die Auszeichnung „AMG Album Pick“.

## Titelliste
Alle Songs wurden von Crowbar geschrieben, außer wo angegeben.
| Nr.          | Titel                           | Länge |
| ------------ | ------------------------------- | ----- |
| 1.           | High Rate Extinction            | 2:44  |
| 2.           | All I Had (I Gave)              | 3:11  |
| 3.           | Will That Never Dies            | 3:56  |
| 4.           | Fixation                        | 3:46  |
| 5.           | No Quarter (Led-Zeppelin-Cover) | 4:30  |
| 6.           | Self-Inflicted                  | 2:45  |
| 7.           | Negative Pollution              | 3:11  |
| 8.           | Existence Is Punishment         | 4:29  |
| 9.           | Holding Nothing                 | 3:13  |
| 10.          | I Have Failed                   | 4:22  |
| Gesamtlänge: | Gesamtlänge:                    | 36:12 |

## Artwork
Das Cover zeigt eine gefesselte statuenähnliche Figur in einer klassischen architektonischen Umgebung. Es wurde von Mich Nawara gestaltet.